# Central térmica de Fígols
La central térmica de Fígols fue una instalación termoeléctrica de carbón, ubicada en el municipio español de Serchs (Barcelona), activa entre 1931 y 1971. Inicialmente fue propiedad de Energía Eléctrica de Cataluña, pasando a Fuerzas Eléctricas de Cataluña (FECSA) cuando esta adquirió las empresas del grupo Barcelona Traction.

## Historia
La central fue un proyecto impulsado por José Enrique de Olano, conde de Fígols, quien explotaba la mayor parte de las minas de lignito de la cuenca del Alto Llobregat a través de la sociedad Carbones de Berga, SA (CBSA).
A principios de los años 1920 la crisis económica derivada de la Primera Guerra Mundial provocó un descenso en las ventas de carbón y Olano planteó destinar los excedentes de producción a la generación eléctrica, mediante una central termoeléctrica a pie de mina. Estableció contactos con Cooperativa de Fluido Eléctrico, compañía que descartó el proyecto para construir su propia central, junto a las minas de Adrall. Finalmente, Olano llegó a un acuerdo con Energía Eléctrica de Cataluña (EEC), que formaba parte de Unión Eléctrica de Cataluña, un conglomerado de empresas propiedad de Barcelona Traction, conocida como «la Canadiense». El acuerdo estipulaba el compromiso de CBSA a suministrar carbón a precio de coste a EEC, que le abonaría un céntimo de peseta por cada kW/h producido.
Las obras de construcción, llevadas a cabo por Riegos y Fuerzas del Ebro —filial también de Barcelona Traction—, se iniciaron en 1929. La central entró en servicio en septiembre de 1931. Contaba con un turboalternador de British Thomson, que generaba 10000 kW. Quedó conectada a la estación transformadora de Vich por una línea de alta tensión de 84 km a 110 kV. 
Durante la Guerra Civil Española la central fue objeto de los bombardeos de la aviación franquista en 1938 y un año después las tropas republicanas, en su retirada, la dejaron inutilizada.
Volvió al servicio el 27 de octubre de 1942, con un nuevo turboalternador Brown Boveri de 14400 kW. En 1951 «la Canadiense» fue declarada en quiebra y la central pasó a manos de Fuerzas Eléctricas de Cataluña (Fecsa), que también acabó adquiriendo CBSA en 1965. 
La central térmica de Fígols estuvo en servicio hasta 1970, cuando Fecsa la reemplazó por la central térmica de Serchs, construida al lado. De la antigua central únicamente se conserva el edificio principal, que pasó a acoger la empresa CABISA, dedicada a la fabricación de materiales de construcción a partir del reciclaje de las cenizas de carbón.